# Nuga Nuga National Park
Nuga Nuga National Park är en park i Australien. Den ligger i delstaten Queensland, omkring 510 kilometer nordväst om delstatshuvudstaden Brisbane.
Trakten runt Nuga Nuga National Park är nära nog obefolkad, med mindre än två invånare per kvadratkilometer.. Det finns inga samhällen i närheten.
I omgivningarna runt Nuga Nuga National Park växer huvudsakligen savannskog. Genomsnittlig årsnederbörd är 773 millimeter. Den regnigaste månaden är januari, med i genomsnitt 132 mm nederbörd, och den torraste är augusti, med 16 mm nederbörd.